# Ronaldo Ésper
Ronaldo Ésper (Jacareí, 20 de setembro de 1944) é um estilista, apresentador de televisão e político brasileiro.

## Biografia
Ronaldo Esper nasceu no Vale do Paraíba em 1944, filho de Rodolfo Esper e Dora Bertoni. Seu pai era filho de imigrantes libaneses e sua mãe filha de um imigrante italiano.
Em 31 de março de 1964, por coincidência o dia em que os militares chegaram ao poder, o costureiro Ronaldo Esper monta seu próprio ateliê após trabalhar um ano na Casa Vogue, em São Paulo.
Vestia as mulheres da alta sociedade paulistana e, como outros, dependia das colunas sociais. Fez seu primeiro desfile da Fenit em 1966.
Decepcionado com a alta-costura no Brasil, dedica-se a criar belos vestidos de noiva, atividade que lhe deu maior notoriedade. No início dos anos 1970, ele passa a atuar como cronista social.
Conhecido por desenhar vestidos de noivas, participou do programa Superpop, e chegou a substituir Clodovil Hernandes como apresentador no programa A Casa é Sua, da mesma emissora de televisão. Na manhã de 19 de janeiro de 2007, o estilista foi detido por policiais por ser suspeito de furtar vasos do Cemitério do Araçá, em Pinheiros, na Zona Oeste de São Paulo. Segundo a polícia, ele foi autuado em flagrante pelo delegado do 23º DP. Recuperado deste episódio, Ronaldo voltou a apresentar o quadro Agulhadas, em que ele criticava o figurino dos famosos no Superpop da RedeTV!. Ronaldo Ésper tinha contrato com a RedeTV! até 28 de fevereiro de 2010, mas não foi renovado. Publicou a revista semestral Ronaldo Ésper pela Editora Escala, sempre contando com seus ensaios fotográficos para noivas.

## Política
Em 2010, candidata-se a deputado federal por São Paulo pelo Partido Trabalhista Cristão (PTC), mas obtém apenas 3.354 votos, não conseguindo se eleger. Apresentava desde julho de 2012, com Jackeline Petkovic, o programa Alfinetadas na CNT. Atualmente, está na Rede Record apresentando o quadro Agulhadas no programa Hoje em Dia.

## Vida pessoal
Na maior parte de sua vida, Ronaldo Ésper declarou-se homossexual, mas, a partir de 2016, passou a afirmar que não tem mais relacionamentos homossexuais ao dizer que não é mais homossexual por força da sua vontade.
Morador do bairro da Bela Vista em São Paulo, no ano de 2024, teve sua casa assaltada e foi agredido pelos criminosos. A Polícia Civil do Estado de São Paulo (PCESP) trabalha com a tese de furto, apesar de nenhum objeto ter sido afanado.